# Hirschbach (Austria)
Hirschbach es un municipio situado en el distrito de Gmünd, en el estado de Baja Austria, Austria. Tiene una población estimada, a inicios de 2024, de 587 habitantes.
Está ubicado cerca de la frontera con la República Checa.